# L'Obier rouge
Pour plus de détails, voir Fiche technique et Distribution.
L'Obier rouge (en russe : Калина красная) est un film soviétique sorti en 1974 réalisé en 1973 par Vassili Choukchine d'après son roman homonyme.

## Synopsis
Sorti d'un pénitencier, Egor erre dans la ville avec la ferme résolution de refaire sa vie honnêtement. Ses premières expériences lui laissent pourtant peu d'espoir. Il se rend donc chez Liouba, sa "marraine" de prison. Là, il va pouvoir travailler chez des paysans et envisager une vie nouvelle. Malheureusement, ses anciens complices le retrouvent, et comme il ne veut point les suivre, ils l'abattent.

## Fiche technique
- Titre du film : L'Obier rouge
- Titre original : Калина красная, Kalina krasnaïa
- Production : Mosfilm
- Réalisation et scénario : Vassili Choukchine
- Photographie : Anatoli Zabolotski
- Format : Couleurs
- Décors : Ippolit Novoderejkine
- Musique : Pavel Tchekalov
- Durée : 94 minutes
- Pays d'origine : URSS
- Date de sortie : 25 mars 1974

## Distribution
- Vassili Choukchine : Egor Prokoudine
- Lidia Fedosseïeva-Choukchina (ru) : Liouba
- Janna Prokhorenko : enquêtrice judiciaire
- Iya Arepina : la sœur d'Egor
- Gueorgui Bourkov : Goubochlep
- Marya Skvortsova : la mère de Liouba
- Ivan Ryjov : le père de Liouba
- Efimia Bystrova : la mère d'Egor
- Lev Dourov : le garçon de restaurant
- Natalia Kratchkovskaïa : invitée à la fête
- Nikolaï Grabbe : directeur du pénitencier
- Alekseï Vanine (ru) : Piotr, frère de Liouba
- Maria Vinogradova : Zoïa, femme de Piotr
- Nikolaï Pogoudine (ru) : directeur du sovkhoze
- Tatiana Gavrilova (ru) : Lucienne
- Arthur Makarov : Bouldia
- Oleg Kortchikov (ru) : Chourka
- Natalia Gvozdikova (ru) : téléphoniste
- Margarita Jarova (ru) : serveuse

## Commentaires
Interprète principal et réalisateur de L'Obier rouge, Vassili Choukchine couronne sa carrière de cinéaste avec ce « remarquable film qui frappe par sa vigueur et sa vérité dans la peinture des personnages comme dans l'analyse sociale (...) » (Marcel Martin). À l'époque, le film produisit un choc parce qu'il décrivait un milieu rarement évoqué sur les écrans soviétiques, celui de la marginalité criminelle. « Certains augures prédisaient déjà que les autorités ne laisseraient pas longtemps le grand public assister aux mésaventures d'un héros peu récompensé de ses efforts (...) Le socialisme ne suffisait-il pas à assurer le bonheur d'un réhabilité ? ».
Le metteur en scène Serguei Guerassimov émettait d'ailleurs de prudentes réserves : « A-t-on raison de placer au centre d'une œuvre aussi talentueuse le destin d'un criminel, d'un délinquant ? Cet homme a-t-il le droit de s'installer dans la conscience et le cœur des spectateurs, de retenir leur attention et par là même de requérir leur sympathie ? ». Or, les spectateurs soviétiques - et le premier responsable de l'Union soviétique également, si l'on en croit le témoignage du critique Hedrik Smith - « n'ont pas attendu le verdict des censeurs pour répondre par l'affirmative aux questions diplomatiques de Guerassimov. » .
Le premier secrétaire du PCUS, Léonid Brejnev en l'occurrence, aurait donc versé quelques larmes en visionnant L'Obier rouge. Sans doute, a-t-il été touché « par l'authenticité de ces tableaux de la Russie rurale, par le tragique destin du héros et par le portrait émouvant de gens simples qui conservaient intactes leur foi dans la Russie malgré la dureté des conditions de vie. » .
Cet enracinement à la terre russe, marque singulière et spécifique de l'œuvre de Choukchine, apparaît, une fois encore, dans L'Obier rouge, film pourtant différent des quatre premières réalisations du cinéaste-comédien. À ce sujet, Marcel Martin écrit : « Le premier geste d'Egor, le personnage central du film, à qui Vassili Choukchine prête ses traits physiques, sa démarche, sa parole, une certaine façon de vivre intensément, furieusement même, n'est-il pas d'aller caresser les bouleaux, ainsi qu'il le ferait avec une femme ou un cheval, avant de s'agripper à eux, à l'instant de mourir, comme pour se raccrocher à la vie ? ».